# Eugenia impressa
Eugenia impressa är en myrtenväxtart som först beskrevs av Otto Karl Berg, och fick sitt nu gällande namn av Joáo Rodrigues de Mattos. Eugenia impressa ingår i släktet Eugenia och familjen myrtenväxter. Inga underarter finns listade i Catalogue of Life.